# Луан Старова
Луан Старова (мкд. Луан Ариф Старова; Поградец, 14. август 1941 — Скопље, 24 фебруар 2022) био је албански писац који је живео у Северној Македонији, члан Македонске академије наука и уметности. Писао је на албанском и македонском језику.

## Биографија
Луан Старова је рођен 14. августа 1941. године у Поградецу у Албанији, а 1943. године породица се преселила у Стругу, Тетово, а 1945. године у Скопље. Основно образовање завршио је у "Гоце Делчеву" у Скопљу, а гимназију у "Јосип Броз Тито". Затим је студирао француски језик и књижевност. Током студија радио је као новинар, и као главни и одговорни уредник листа „Млад борец“. Након дипломирања, 1967. године, запослио се у Радио Скопљу као новинар, а следеће године постао је главни уредник програма на албанском језику на Телевизији Скопље.
Постдипломске студије студирао је у Загребу, где је одбранио магистарски рад „Балкан у прози Гијома Аполинера“. Студирао је у Паризу на специјалистичким студијама. Године 1974. изабран је у звање доцента на Филолошком факултету у Скопљу, на групи за француски језик и књижевност. Године 1978. одбранио је докторску дисертацију у Загребу.
Године 1979. изабран је за потпредседника Републичке комисије за културне везе са иностранством, био је први главни и одговорни уредник македонског издања Гласника Унеска, члан редакције међународног часописа „Балкан форум“.
Године 1985. изабран је за изванредног и опуномоћеног амбасадора СФРЈ у Тунису. Именован је за првог амбасадора СФРЈ у Држави Палестини. Године 1990. изабран је за редовног професора француске књижевности на Филолошком факултету у Скопљу, а касније за шефа Катедре за романске језике и књижевности.
Године 1994. именован је за првог изванредног и опуномоћеног амбасадора Републике Македоније у Француској, за првог сталног представника при Унеску и за нерезидентног амбасадора у Шпанији и Португалу.
Редовни је члан МАНУ од 2003. године. Преминуо је 24. фебруара 2022. године у Скопљу у 80. години 

## Стваралаштво
Луан Старова је аутор преко 200 библиографских јединица различитих стручних и научних радова у земљи и иностранству, као и превода дела Жан-Пола Сартра, Ђерђа Лукача, Исмаила Кадареа и других. Аутор је књиге „Француске књижевне идеје 20. века“, као и „Балканске саге“, коју чини 17 романа. Циклус познат под називом Балканска сага почели су излазити на прагу последње деценије прошлог века, а на почетку овога века и у париском Фајару. У својим романима он описује судбину своје породице у Подградецу и у исељеништву, одвојене од свог родног огњишта. Он сања снове којима покушава да се ослободи од емигрантске судбине у трагичном балканском вртлогу, где границе остају и даље као несавладива несрећа. Окосницу приповедања чини историјски период који се простире од друге половине XИX вијека па до краја XX века, историја која се испреплиће мноштвом нити на свом путу са судбином, драмама, балканским митовима. Он приказује једно другачије лице овога простора, један други портрет Балкана са својим античким коренима и несрећним судбином.

## Награде и признања
Добитник је више награда и признања, међу којима су: награда „Крсте Мисирков” за новинарство, награда „11. новембар” Скопља, републичка награда „11. октобар”, награда „Стале Попов” за роман године, Рацинова награда 2007. добитник државне награде „Свети Климент Охридски“ , и др. 19. јуна 2003. године проглашен је за почасног грађанина Подгорице, а од 2006. године је почасни члан Албанске академије наука. Добитник је највишег француског признања за достигнућа у уметности и књижевности „Командант Ордена уметности и књижевности“. Старовој је 28. априла 2015. додељена награда „ Роман године “ коју је издао „ Утрински весник “. Награда му је додељена за роман „Балканбабилони”, у издању МАНУ.